# Royaume de Gomma
Le Royaume de Gomma était une royaume dans la région de Gibe d'Éthiopie qui a émergé au XVIIIe siècle. Il était basé à Agaro.

## Emplacement

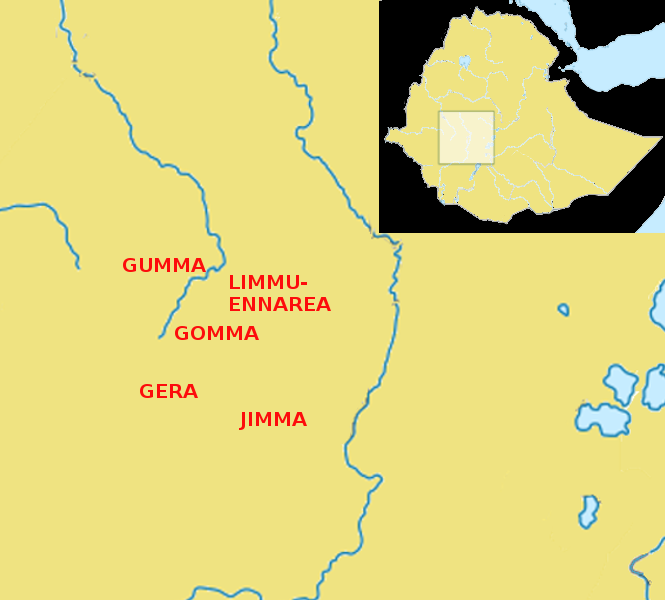
Localisation de Gomma dans la région de Gibe au XIXe siècle.

Gomma partageait sa frontière nord avec Limmu-Ennarea, sa frontière occidentale avec le Gumma, sa frontière sud avec le Gera et sa frontière orientale avec le Jimma. Sa capitale était Agaro.
Cet ancien royaume était en grande partie situé dans une vallée vallonnée, avec une population estimée en 1880 à environ 15 000-16 000 habitants ; son étendue est à peu près la même que celle du woreda moderne de Gomma. Beckingham et Huntingford considéraient Gomma, avec Gumma, comme le moins développé économiquement des royaumes Gibe ; cependant Mohamed Hassen écrit que « les habitants de Gomma se sont consacrés à l'agriculture, gagnant une réputation de haut degré de civilisation.
Dans le royaume de Gomma se trouvaient également deux collines, Sinka et Bemba (la dernière était également appelée Kella Egdu Biya, ou « Porte de la Surveillance de la Terre »), qui étaient sacrées pour le Oromo. Elles étaient habitées par des prophètes qui vivaient avec de gros serpents ; les descendants de ces serpents se voient offrir de la bière et du sang de chèvre par les Oromos pour soulager leurs maladies.

## Historique
Mohammed Hassen note que « les informations écrites sur les débuts de l'histoire de Gomma sont limitées et confuses ». Beckingham et Huntingford font remonter la fondation de Gomma à un faiseur de miracles nommé Nur Husain ou Wariko, qui serait originaire de Mogadiscio. Bien qu'ils spéculent que ce personnage semi-légendaire aurait pu être confondu avec le plus connu Cheikh Husein (en) dont le tombeau est situé près de la rivière Shebelle, ils notent que Antonio Cecchi rapporte que le tombeau de Wariko est situé sur les rives de la rivière Didessa et était un objet de vénération.
Hassen explique la tradition autour de Nur Husain comme reflétant le fait que « Gomma fut le premier État de la région de Gibe où l'Islam devint la religion de tout le peuple. »  Trimingham déclare que Gomma fut le premier des royaumes Gibe à se convertir à l'Islam, citant le major G.W. Harris écrivant qu'en 1841 « à Goma la foi musulmane était universelle. »
Hassen déclare que le premier roi de Gomma était Abba Boke, bien que Beckingham et Huntingford déclarent que son fils, Abba Manno, avait cet honneur. Abba Boke avait pris le contrôle de toute la Gomma, entre Yacci et Dogaye, à l'exception d'une région nommée Qattu. Abba Manno a ensuite pu annexer Qattu pendant son règne (vers 1820 - 1840) et a promu l'Islam en patronnant les enseignants religieux musulmans, ainsi qu'en renforçant les activités de l'ordre Qadiriya
En 1886, Gomma fut conquise par Beshua Abue au nom de l'empereur Menelik II.